# Potenzreihe
Unter einer Potenzreihe {\displaystyle P(x)} versteht man in der Analysis eine unendliche Reihe der Form
{\displaystyle P(x)=\sum _{n=0}^{\infty }a_{n}(x-x_{0})^{n}}
mit
- einer beliebigen Folge {\displaystyle (a_{n})_{n\in \mathbb {N} _{0}}} reeller oder komplexer Zahlen
- dem Entwicklungspunkt {\displaystyle x_{0}} der Potenzreihe.

Potenzreihen spielen eine wichtige Rolle in der Funktionentheorie und erlauben oft eine sinnvolle Fortsetzung reeller Funktionen in die komplexe Zahlenebene. Insbesondere stellt sich die Frage, für welche reellen oder komplexen Zahlen eine Potenzreihe konvergiert. Diese Frage führt zum Begriff des Konvergenzradius.

## Konvergenzradius
Als Konvergenzradius einer Potenzreihe um den Entwicklungspunkt {\displaystyle x_{0}} ist die größte Zahl {\displaystyle r} definiert, für welche die Potenzreihe für alle {\displaystyle x} mit {\displaystyle |x-x_{0}|<r} konvergiert. Die offene Kugel {\displaystyle U_{r}(x_{0})} mit Radius {\displaystyle r} um {\displaystyle x_{0}} nennt man Konvergenzkreis. Der Konvergenzradius ist also der Radius des Konvergenzkreises. Falls die Reihe für alle {\displaystyle x} konvergiert, so sagt man, der Konvergenzradius ist unendlich. Konvergiert sie nur für {\displaystyle x_{0}}, so ist der Konvergenzradius 0, die Reihe wird dann manchmal auch nirgends konvergent genannt.
Bei Potenzreihen lässt sich der Konvergenzradius {\displaystyle r} mit der Formel von Cauchy-Hadamard berechnen. Es gilt:
{\displaystyle r={\frac {1}{\limsup \limits _{n\rightarrow \infty }\ {\sqrt[{n}]{|a_{n}|}}}}}
In diesem Zusammenhang definiert man {\displaystyle {\tfrac {1}{0}}:=+\infty } und {\displaystyle {\tfrac {1}{\infty }}:=0}.
In vielen Fällen kann der Konvergenzradius bei Potenzreihen mit nichtverschwindenden Koeffizienten auch einfacher berechnet werden. Es gilt nämlich
{\displaystyle r=\lim _{n\to \infty }\left|{\frac {a_{n}}{a_{n+1}}}\right|,}
sofern dieser Grenzwert existiert.

## Beispiele
Jede Polynomfunktion lässt sich als Potenzreihe auffassen, bei der fast alle Koeffizienten {\displaystyle a_{n}} gleich 0 sind. Wichtige andere Beispiele sind Taylorreihe und Maclaurinsche Reihe. Funktionen, die sich durch eine Potenzreihe darstellen lassen, werden auch analytische Funktionen genannt. Hier noch beispielhaft die Potenzreihendarstellung einiger bekannter Funktionen:
- Exponentialfunktion: {\displaystyle e^{x}=\exp(x)=\sum _{n=0}^{\infty }{\frac {x^{n}}{n!}}={\frac {x^{0}}{0!}}+{\frac {x^{1}}{1!}}+{\frac {x^{2}}{2!}}+{\frac {x^{3}}{3!}}+\dotsb } für alle {\displaystyle x\in \mathbb {R} }, d. h., der Konvergenzradius ist unendlich.

- Sinus: {\displaystyle \sin(x)=\sum _{n=0}^{\infty }(-1)^{n}{\frac {x^{2n+1}}{(2n+1)!}}={\frac {x}{1!}}-{\frac {x^{3}}{3!}}+{\frac {x^{5}}{5!}}\mp \dotsb }

- Kosinus: {\displaystyle \cos(x)=\sum _{n=0}^{\infty }(-1)^{n}{\frac {x^{2n}}{(2n)!}}={\frac {x^{0}}{0!}}-{\frac {x^{2}}{2!}}+{\frac {x^{4}}{4!}}\mp \dotsb }

Der Konvergenzradius ist sowohl für den Sinus als auch für den Kosinus unendlich. Die Potenzreihendarstellung ergibt sich direkt mit der eulerschen Formel aus der Exponentialfunktion.
- Geometrische Reihe: {\displaystyle {\frac {1}{1-x}}=\sum _{k=0}^{\infty }x^{k}=1+x+x^{2}+x^{3}+\dotsb }

für {\displaystyle |x|<1}, und die Reihe divergiert für {\displaystyle |x|\geq 1}; der Konvergenzradius ist also {\displaystyle 1}.
- Logarithmusfunktion: {\displaystyle \ln(1+x)=\sum _{k=1}^{\infty }(-1)^{k+1}{\frac {x^{k}}{k}}=x-{\frac {x^{2}}{2}}+{\frac {x^{3}}{3}}-{\frac {x^{4}}{4}}+\dotsb }

für {\displaystyle -1<x\leq 1}, d. h.: Der Konvergenzradius ist 1, für {\displaystyle x=1} ist die Reihe konvergent, für {\displaystyle x=-1} divergent.
- Wurzelfunktion: {\displaystyle {\sqrt {1+x}}=1+{\frac {1}{2}}x-{\frac {1}{2\cdot 4}}x^{2}+{\frac {1\cdot 3}{2\cdot 4\cdot 6}}x^{3}\mp \dotsb } für {\displaystyle -1\leq x\leq 1}, d. h., der Konvergenzradius ist 1 und die Reihe konvergiert sowohl für {\displaystyle x=1} als auch für {\displaystyle x=-1}.

## Eigenschaften
Potenzreihen sind innerhalb ihres Konvergenzkreises normal konvergent. Daraus folgt direkt, dass jede durch eine Potenzreihe definierte Funktion stetig ist. Des Weiteren folgt daraus, dass auf kompakten Teilmengen des Konvergenzkreises gleichmäßige Konvergenz vorliegt. Dies rechtfertigt das gliedweise Differenzieren und Integrieren einer Potenzreihe und zeigt, dass Potenzreihen unendlich oft differenzierbar sind.
Innerhalb des Konvergenzkreises liegt absolute Konvergenz vor. Über das Verhalten einer Potenzreihe auf dem Rand des Konvergenzkreises kann keine allgemeine Aussage getroffen werden, in manchen Fällen erlaubt aber der abelsche Grenzwertsatz, eine Aussage zu treffen.
Die Potenzreihendarstellung einer Funktion um einen Entwicklungspunkt ist eindeutig bestimmt (Identitätssatz für Potenzreihen). Insbesondere ist für einen gegebenen Entwicklungspunkt die Taylorentwicklung die einzig mögliche Potenzreihenentwicklung.

## Operationen mit Potenzreihen

### Addition und skalare Multiplikation
Sind {\displaystyle f} und {\displaystyle g} durch zwei Potenzreihen
{\displaystyle f(x)=\sum _{n=0}^{\infty }a_{n}(x-x_{0})^{n}}
{\displaystyle g(x)=\sum _{n=0}^{\infty }b_{n}(x-x_{0})^{n}}
mit dem Konvergenzradius {\displaystyle r} dargestellt und ist {\displaystyle c} eine feste komplexe Zahl, dann sind {\displaystyle f+g} und {\displaystyle cf} in Potenzreihen mit Konvergenzradius mindestens {\displaystyle r} entwickelbar und es gilt:
{\displaystyle f(x)+g(x)=\sum _{n=0}^{\infty }(a_{n}+b_{n})(x-x_{0})^{n}}
{\displaystyle cf(x)=\sum _{n=0}^{\infty }(ca_{n})(x-x_{0})^{n}}

### Multiplikation
Das Produkt zweier Potenzreihen mit dem Konvergenzradius {\displaystyle r} ist eine Potenzreihe mit einem Konvergenzradius, der mindestens {\displaystyle r} ist. Da im Inneren des Konvergenzkreises absolute Konvergenz vorliegt, gilt nach der Cauchy-Produktformel:
{\displaystyle {\begin{aligned}f(x)g(x)&=\left(\sum _{n=0}^{\infty }a_{n}(x-x_{0})^{n}\right)\left(\sum _{n=0}^{\infty }b_{n}(x-x_{0})^{n}\right)\\&=\sum _{i=0}^{\infty }\sum _{j=0}^{\infty }a_{i}b_{j}(x-x_{0})^{i+j}=\sum _{n=0}^{\infty }\left(\textstyle \sum _{i=0}^{n}a_{i}b_{n-i}\right)(x-x_{0})^{n}.\end{aligned}}}
Dabei wird die durch {\displaystyle \textstyle c_{n}=\sum _{i=0}^{n}a_{i}b_{n-i}} definierte Folge {\displaystyle (c_{n})} als Faltung oder Konvolution der beiden Folgen {\displaystyle (a_{n})} und {\displaystyle (b_{n})} bezeichnet.

### Verkettung
Es gebe zu {\displaystyle f} und {\displaystyle g} zwei Potenzreihen
{\displaystyle f(x)=\sum _{n=0}^{\infty }a_{n}(x-x_{1})^{n}}
{\displaystyle g(x)=\sum _{n=0}^{\infty }b_{n}(x-x_{0})^{n}}
mit positiven Konvergenzradien und der Eigenschaft
{\displaystyle b_{0}=g(x_{0})=x_{1}}.
Dann ist die Verkettung {\displaystyle f\circ g} beider Funktionen lokal wieder eine analytische Funktion und somit um {\displaystyle x_{0}} in eine Potenzreihe entwickelbar:
{\displaystyle (f\circ g)(x)=\sum _{n=0}^{\infty }c_{n}(x-x_{0})^{n}}
Nach dem Satz von Taylor gilt:
{\displaystyle c_{n}={\frac {(f\circ g)^{(n)}(x_{0})}{n!}}}
Mit der Formel von Faà di Bruno kann man diesen Ausdruck nun in einer geschlossenen Formel in Abhängigkeit von den gegebenen Reihenkoeffizienten angeben, da:
{\displaystyle {\begin{aligned}f^{(n)}(g(x_{0}))&=f^{(n)}(x_{1})\\&=n!\cdot a_{n}\\g^{(m)}(x_{0})&=m!\cdot b_{m}\end{aligned}}}
Man erhält mit Multiindex-Schreibweise:
{\displaystyle {\begin{aligned}c_{n}&={\frac {(f\circ g)^{(n)}(x_{0})}{n!}}\\&=\sum _{{\boldsymbol {k}}\in T_{n}}{\frac {f^{(|{\boldsymbol {k}}|)}(g(x_{0}))}{{\boldsymbol {k}}!}}\prod _{m=1 \atop k_{m}\geq 1}^{n}\left({\frac {g^{(m)}(x_{0})}{m!}}\right)^{k_{m}}\\&=\sum _{{\boldsymbol {k}}\in T_{n}}{\frac {|{\boldsymbol {k}}|!\cdot a_{|{\boldsymbol {k}}|}}{{\boldsymbol {k}}!}}\prod _{m=1 \atop k_{m}\geq 1}^{n}b_{m}^{k_{m}}\\&=\sum _{{\boldsymbol {k}}\in T_{n}}{{|{\boldsymbol {k}}|} \choose {\boldsymbol {k}}}\,a_{|{\boldsymbol {k}}|}\prod _{m=1 \atop k_{m}\geq 1}^{n}b_{m}^{k_{m}}\end{aligned}}}
Dabei ist {\displaystyle {{|{\boldsymbol {k}}|} \choose {\boldsymbol {k}}}} der Multinomialkoeffizient zu {\displaystyle {\boldsymbol {k}}} und {\displaystyle T_{n}=\left\{{\boldsymbol {k}}\in \mathbb {N} _{0}^{n}\,{\Big |}\,\sum _{j=1}^{n}j\cdot k_{j}=n\right\}} ist die Menge aller Partitionen von {\displaystyle n} (siehe Partitionsfunktion).

### Differentiation und Integration
Eine Potenzreihe ist im Inneren ihres Konvergenzkreises differenzierbar und die Ableitung ergibt sich durch gliedweise Differentiation:
{\displaystyle f^{\prime }(x)=\sum _{n=1}^{\infty }a_{n}n\left(x-x_{0}\right)^{n-1}=\sum _{n=0}^{\infty }a_{n+1}\left(n+1\right)\left(x-x_{0}\right)^{n}}
Hierbei ist {\displaystyle f} beliebig oft differenzierbar und es gilt:
{\displaystyle f^{(k)}(x)=\sum _{n=k}^{\infty }{\frac {n!}{(n-k)!}}a_{n}(x-x_{0})^{n-k}=\sum _{n=0}^{\infty }{\frac {(n+k)!}{n!}}a_{n+k}(x-x_{0})^{n}}
Analog erhält man eine Stammfunktion durch gliedweise Integration einer Potenzreihe:
{\displaystyle \int f(x)\,{\text{d}}x=\sum _{n=0}^{\infty }{\frac {a_{n}\left(x-x_{0}\right)^{n+1}}{n+1}}+C=\sum _{n=1}^{\infty }{\frac {a_{n-1}\left(x-x_{0}\right)^{n}}{n}}+C}
In beiden Fällen ist der Konvergenzradius gleich dem der ursprünglichen Reihe.

## Darstellung von Funktionen als Potenzreihen
Oft ist man zu einer gegebenen Funktion an einer Potenzreihendarstellung interessiert – insbesondere, um die Frage zu beantworten, ob die Funktion analytisch ist. Es gibt einige Strategien, um eine Potenzreihendarstellung zu bestimmen, die allgemeinste mittels der Taylorreihe. Hier tritt aber oft das Problem auf, dass man eine geschlossene Darstellung für die Ableitungen benötigt, die oft schwer zu bestimmen ist. Für gebrochen rationale Funktionen gibt es jedoch einige leichtere Strategien. Als Beispiel soll die Funktion
{\displaystyle f(z)={\frac {z^{2}}{z^{2}-4z+3}}}
betrachtet werden.
Mittels der geometrischen Reihe
Durch Faktorisieren des Nenners und anschließender Anwendung der Formel für Summe einer geometrischen Reihe erhält man eine Darstellung der Funktion als Produkt von unendlichen Reihen:
{\displaystyle {f(z)={\frac {z^{2}}{(1-z)(3-z)}}={\frac {z^{2}}{3}}\cdot {\frac {1}{1-z}}\cdot {\frac {1}{1-{\frac {z}{3}}}}={\frac {z^{2}}{3}}\cdot \left(\sum _{n=0}^{\infty }z^{n}\right)\cdot \left(\sum _{n=0}^{\infty }\left({\frac {z}{3}}\right)^{n}\right)={\frac {1}{3}}\left(\sum _{n=2}^{\infty }z^{n}\right)\left(\sum _{n=0}^{\infty }\left({\frac {z}{3}}\right)^{n}\right)}}
Beide Reihen sind Potenzreihen um den Entwicklungspunkt {\displaystyle z_{0}=0} und können daher in der oben genannten Weise multipliziert werden. Dasselbe Ergebnis liefert auch die Cauchy-Produktformel
{\displaystyle f(z)=\sum _{n=0}^{\infty }z^{n}\textstyle \sum _{k=0}^{n}a_{k}b_{n-k}}
mit
{\displaystyle a_{k}={\begin{cases}0&{\text{ für }}k\in \{0,1\}\\1&{\text{ sonst}}\end{cases}}}
und
{\displaystyle b_{k}={\frac {1}{3^{k}}}.}
Daraus folgt durch Anwendung der Formel für die Partialsumme einer geometrischen Reihe
{\displaystyle \sum _{k=0}^{n}a_{k}b_{n-k}=\sum _{k=2}^{n}\left({\frac {1}{3}}\right)^{n-k}={\frac {1}{3^{n-2}}}\sum _{k=0}^{n-2}3^{k}=-{\frac {1-3^{n-1}}{2\cdot 3^{n-2}}}}
als geschlossene Darstellung für die Koeffizientenfolge der Potenzreihe. Damit ist die Potenzreihendarstellung der Funktion um den Entwicklungspunkt 0 gegeben durch
{\displaystyle f(z)=\sum _{n=2}^{\infty }{\frac {1}{2}}\cdot \left(1-{\frac {1}{3^{n-1}}}\right)\cdot z^{n}}.
Durch Koeffizientenvergleich
Oft ist der Weg über die geometrische Reihe umständlich und fehleranfällig. Deshalb bietet sich folgender Ansatz an: Man nimmt an, dass eine Potenzreihendarstellung
{\displaystyle f(z)={\frac {z^{2}}{z^{2}-4z+3}}=\sum _{n=0}^{\infty }b_{n}z^{n}}
der Funktion mit unbekannter Koeffizientenfolge {\displaystyle (b_{n})_{n\in \mathbb {N} }} existiert. Nach dem Durchmultiplizieren des Nenners und einer Indexverschiebung ergibt sich die Identität:
{\displaystyle {\begin{aligned}z^{2}&=(z^{2}-4z+3)\sum _{n=0}^{\infty }b_{n}z^{n}\\&=\sum _{n=2}^{\infty }b_{n-2}z^{n}-\sum _{n=1}^{\infty }4b_{n-1}z^{n}+\sum _{n=0}^{\infty }3b_{n}z^{n}\\&=3b_{0}+z(3b_{1}-4b_{0})+\sum _{n=2}^{\infty }(b_{n-2}-4b_{n-1}+3b_{n})z^{n}\end{aligned}}}
Da aber zwei Potenzreihen genau dann gleich sind, wenn ihre Koeffizientenfolgen übereinstimmen, ergibt sich durch Koeffizientenvergleich
{\displaystyle b_{0}=0,\ b_{1}=0,\ b_{2}={\frac {1}{3}}}
und die Rekursionsgleichung
{\displaystyle b_{n}={\frac {4b_{n-1}-b_{n-2}}{3}}},
aus der mittels vollständiger Induktion die obige geschlossene Darstellung folgt.
Das Vorgehen mittels Koeffizientenvergleiches hat auch den Vorteil, dass andere Entwicklungspunkte als {\displaystyle z_{0}=0} möglich sind. Betrachte als Beispiel den Entwicklungspunkt {\displaystyle z_{1}=-1}. Zuerst muss die gebrochen rationale Funktion als Polynom in {\displaystyle (z-z_{1})=(z+1)} dargestellt werden:
{\displaystyle f(z)={\frac {z^{2}}{z^{2}-4z+3}}={\frac {(z+1)^{2}-2(z+1)+1}{(z+1)^{2}-6(z+1)+8}}}
Analog zu oben nimmt man nun an, dass eine formale Potenzreihe um den Entwicklungspunkt existiert mit unbekannter Koeffizientenfolge und multipliziert mit dem Nenner durch:
{\displaystyle {\begin{aligned}(z+1)^{2}-2(z+1)+1&=((z+1)^{2}-6(z+1)+8)\sum _{n=0}^{\infty }b_{n}(z+1)^{n}\\&=8b_{0}+(z+1)(8b_{1}-6b_{0})+\sum _{n=2}^{\infty }(b_{n-2}-6b_{n-1}+8b_{n})(z+1)^{n}\end{aligned}}}
Wieder ergibt sich mittels Koeffizientenvergleiches
{\displaystyle b_{0}={\frac {1}{8}},\ b_{1}=-{\frac {5}{32}},\ b_{2}=-{\frac {1}{128}}}
und als Rekursionsgleichung für die Koeffizienten:
{\displaystyle b_{n}={\frac {-b_{n-2}+6b_{n-1}}{8}}}
Durch Partialbruchzerlegung
Wendet man auf die gegebene Funktion zuerst Polynomdivision und dann die Partialbruchzerlegung an, so erhält man die Darstellung
{\displaystyle f(z)={\frac {z^{2}}{z^{2}-4z+3}}=1+{\frac {4z-3}{(z-1)(z-3)}}=1+{\frac {1}{2}}\cdot {\frac {1}{1-z}}-{\frac {3}{2}}\cdot {\frac {1}{1-{\frac {z}{3}}}}}.
Durch Einsetzen der geometrischen Reihe ergibt sich:
{\displaystyle {f(z)=1+{\frac {1}{2}}\cdot \sum _{n=0}^{\infty }z^{n}-{\frac {3}{2}}\cdot \sum _{n=0}^{\infty }{\frac {1}{3^{n}}}z^{n}=1+\sum _{n=0}^{\infty }{\frac {1}{2}}\cdot \left(1-{\frac {1}{3^{n-1}}}\right)z^{n}}}
Wegen {\displaystyle \textstyle 1+\sum _{n=0}^{1}{\frac {1}{2}}\cdot \left(1-{\frac {1}{3^{n-1}}}\right)z^{n}=1+(-1)+0=0} ergibt sich wie oben {\displaystyle \textstyle f(z)=\sum _{n=2}^{\infty }{\frac {1}{2}}\cdot \left(1-{\frac {1}{3^{n-1}}}\right)z^{n}}.

## Verallgemeinerungen
Potenzreihen lassen sich nicht nur für {\displaystyle x\in \mathbb {C} } definieren, sondern sind auch verallgemeinerbar. So sind z. B. das Matrixexponential und der Matrixlogarithmus Verallgemeinerungen von Potenzreihen auf dem Raum der quadratischen Matrizen.
Kommen in einer Reihe auch Potenzen mit negativen ganzzahligen Exponenten vor, so spricht man von einer Laurent-Reihe. Erlaubt man den Exponenten, auch gebrochene Werte anzunehmen, handelt es sich um eine Puiseux-Reihe.
Formale Potenzreihen werden beispielsweise als erzeugende Funktionen in der Kombinatorik und der Wahrscheinlichkeitstheorie (etwa als wahrscheinlichkeitserzeugende Funktionen) verwendet. In der Algebra werden formale Potenzreihen über allgemeinen kommutativen Ringen untersucht.